# Tim Healy

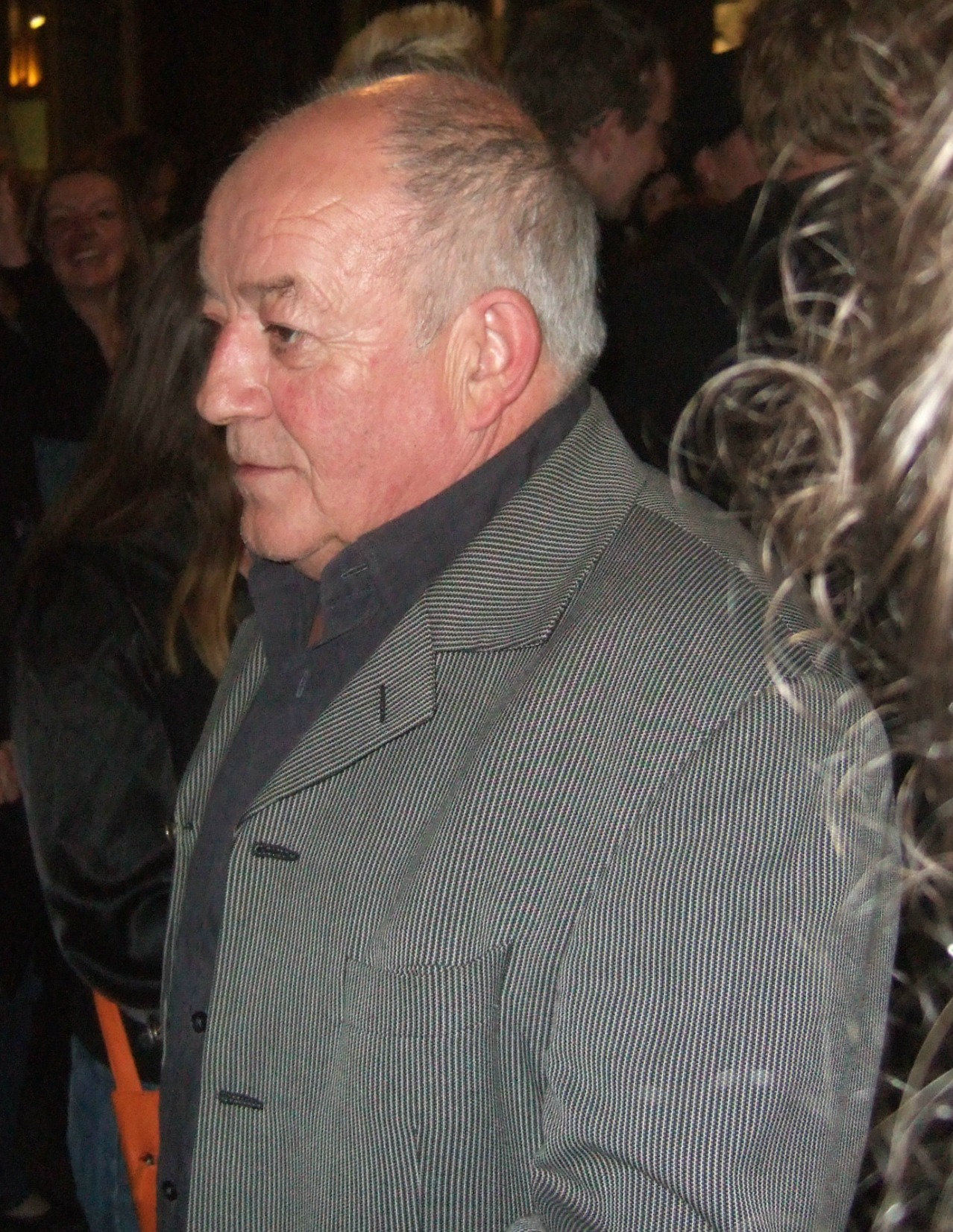
Tim Healy (2007)

Timothy „Tim“ Malcolm Healy (* 29. Januar 1952 in Newcastle upon Tyne, England) ist ein britischer Schauspieler und Synchronsprecher.

## Leben
Healy wurde am 29. Januar 1952 in Newcastle upon Tyne als Sohn von Sadie, geborene Wilson, und Timothy Malcolm Healy Sr. geboren. Er wuchs in Ouston, einem kleinen Ort im Chester-le-Street District, auf. Er machte seinen Abschluss an der Pelton Secondary Modern School in Pelton.
Er arbeitete als Schweißer in einer Fabrik und trat der britischen Armee bei, wo er Teilzeit im 4. Bataillon des Fallschirmjägerregiments diente. 1973 bewarb er sich erfolgreich auf eine Anzeige der Northern Arts School, erhielt ein Stipendium und wechselte zur Schauspielerei. Er war eines der ersten Mitglieder der Live Theatre Company, einer Tourneegruppe, die Theaterstücke in Gemeindesälen und Arbeiterclubs in England aufführte.
Von 1988 bis 2012 war er mit der britischen Schauspielerin und Fernsehpersönlichkeit Denise Welch verheiratet. Sie haben zwei gemeinsame Kinder, darunter den Sänger Matty Healy. Seit 2015 ist er in zweiter Ehe mit Joan Anderton verheiratet.

## Karriere
Ab Mitte der 1970er Jahre ging er seine ersten Schritte als Fernsehdarsteller, in dem er in verschiedenen Fernsehserien unterschiedliche Episodenrollen übernahm. Allerdings hatte er bereits 1976 in Crown Court und 1977 in Emmerdale Farm wiederkehrende Rollen inne. Gegen Ende der 1980er und zu Beginn der 1990er Jahre besetzte er größere Rollen in den Fernsehserien Tickle on the Tum, A Kind of Living und Boys from the Bush. Von 1983 bis 2004 spielte er die wiederkehrende Rolle des Dennis Patterson in 40 Episoden der Fernsehserie Auf Wiedersehen, Pet. Gegen Ende der 1990er Jahre hatte er unter anderen größere Serienrollen in den Fernsehserien The Grand und Heartburn Hotel inne. 2001 verkörperte er im Fernsehfilm Die vergessene Welt die Rolle des Inhabers einer Zeitung McArdle. 2004 war er in Italienische Verführung – School for Seduction in der Rolle des Derek zu sehen. 2008 übernahm er in der Komödie Richard Hasenfuß – Held in Chucks die Rolle des Geoff. 2011 stellte er im Film United – Die Legende der Busby Babes die Rolle des Tommy Skinner dar. Von 2009 bis 2018 stellte er in 47 Episoden der Fernsehserie Benidorm die Rolle des Lesley „Les“ Conroy dar. Von 2014 bis 2019 war er in 40 Episoden der Fernsehserie Still Open All Hours als Gastric zu sehen. Zuletzt war er 2021 im Kurzfilm You’re Not Alone als Filmschauspieler tätig.
Als Synchronsprecher war er unter anderen in den Zeichentrickfilmen Die Schneekönigin 2 – Rückkehr zum Eispalast und Jack and the Beanstalk sowie im Animationsfernsehfilm Q Pootle 5: Pootle All the Way! zu hören.

## Filmografie (Auswahl)

### Schauspiel
- 1976: Play for Today (Fernsehserie, Episode 6x16)
- 1976: Crown Court (Fernsehserie, 3 Episoden)
- 1976: Coronation Street (Fernsehserie, Episode 1x1618)
- 1977: When the Boat Comes In (Fernsehserie, Episode 2x10)
- 1977: Here I Stand... (Fernsehserie, Episode 1x07)
- 1977: Emmerdale Farm (Fernsehserie, 3 Episoden)
- 1982: Fußballfieber oder Wie der Weltcup nach Auckland kam (The World Cup: A Captain’s Tale, Fernsehfilm)
- 1983: The Rainbow Coloured Disco Dancer (Fernsehfilm)
- 1983–2004: Auf Wiedersehen, Pet (Fernsehserie, 40 Episoden)
- 1984: Der Aufpasser (Minder, Fernsehserie, Episode 4x07)
- 1984–1988: Tickle on the Tum (Fernsehserie, 13 Episoden)
- 1986: Educating Oz (Fernsehfilm)
- 1987: Supergran: Die Oma aus dem 21. Jahrhundert (Super Gran, Fernsehserie, Episode 2x13)
- 1987: Ein blendender Spion (A Perfect Spy, Miniserie, 5 Episoden)
- 1988–1990: A Kind of Living (Fernsehserie, 20 Episoden)
- 1989: American Slow Burn (Slow Burn)
- 1989: Hard Cases (Fernsehserie, 2 Episoden)
- 1989: Boon (Fernsehserie, Episode 4x02)
- 1989: Casualty (Fernsehserie, Episode 4x07)
- 1991: Screen Two (Fernsehserie, Episode 8x02)
- 1991–1992: Boys from the Bush (Fernsehserie, 20 Episoden)
- 1992: B & B
- 1993: Comedy Playhouse (Fernsehserie, Episode 1x06)
- 1993: Stay Lucky (Fernsehserie, Episode 4x07)
- 1993: Für alle Fälle Fitz (Cracker, Fernsehserie, 2 Episoden)
- 1993: Crime Limited (Fernsehserie, Episode 2x10)
- 1993: Come Snow, Come Blow (Fernsehfilm)
- 1994: The Detectives (Fernsehserie, Episode 2x05)
- 1994: The 10%ers (Fernsehserie, Episode 1x06)
- 1994: Frank Stubbs Promotes (Fernsehserie, Episode 2x05)
- 1994: Heartbeat (Fernsehserie, Episode 4x04)
- 1994: Common as Muck (Fernsehserie, 5 Episoden)
- 1995: Harry (Fernsehserie, Episode 2x08)
- 1995: Trafford Tanzi (Fernsehfilm)
- 1996: Soldier Soldier (Fernsehserie, Episode 6x01)
- 1997: Noel’s House Party (Fernsehserie, Episode 6x17)
- 1997: King Leek (Fernsehfilm)
- 1997: The Student Prince (Fernsehfilm)
- 1997: The History of Tom Jones, a Foundling (Miniserie, Episode 1x04)
- 1997–1998: The Grand (Fernsehserie, 18 Episoden)
- 1998: Roger Roger (Fernsehserie, Episode 1x06)
- 1998: Shadow Run
- 1998–2000: Heartburn Hotel (Fernsehserie, 13 Episoden)
- 1999: Bostock’s Cup (Fernsehfilm)
- 2000: Ticket für ein Jahr (Purely Belter)
- 2000: A Dinner of Herbs (Miniserie, 4 Episoden)
- 2001: Phoenix Nights (Fernsehserie, Episode 1x01)
- 2001: Die vergessene Welt (The Lost World, Fernsehfilm)
- 2001–2003: Murder in Mind (Fernsehserie, 2 Episoden)
- 2002: The Jury (Fernsehserie, 3 Episoden)
- 2002: Breeze Block (Fernsehserie, 6 Episoden)
- 2002: Silent Witness (Fernsehserie, 2 Episoden)
- 2003: Comic Relief 2003: The Big Hair Do (Fernsehspezial)
- 2003: Magic Grandad (Fernsehserie, 3 Episoden)
- 2004: Dalziel und Pascoe – Mord in Yorkshire (Dalziel and Pascoe, Fernsehserie, Episode 8x03)
- 2004: Catterick (Miniserie, 6 Episoden)
- 2004: The All Star Comedy Show (Fernsehfilm)
- 2004: Sunday for Sammy 2004
- 2004: Italienische Verführung – School for Seduction (School for Seduction)
- 2005: Dead Man Weds (Fernsehserie, 6 Episoden)
- 2005: M.I.T.: Murder Investigation Team (Fernsehserie, Episode 2x03)
- 2005: The Last Detective (Fernsehserie, Episode 3x03)
- 2006: Coronation Street (Fernsehserie, 7 Episoden)
- 2006: The Slammer (Fernsehserie, Episode 1x08)
- 2007: Dream Team (Fernsehserie, Episode 10x18)
- 2008: Sunday for Sammy
- 2008: Richard Hasenfuß – Held in Chucks (Faintheart)
- 2008: George Gently – Der Unbestechliche (Inspector George Gently, Fernsehserie, Episode 1x02)
- 2008: Albert’s Speech (Kurzfilm)
- 2009: Waterloo Road (Fernsehserie, 5 Episoden)
- 2009: The All Star Impressions Show (Fernsehspezial)
- 2009–2018: Benidorm (Fernsehserie, 47 Episoden)
- 2011: United – Die Legende der Busby Babes (United)
- 2011: Man in Fear (Kurzfilm)
- 2013: Hebburn (Fernsehserie, Episode 2x01)
- 2013: The Spa (Fernsehserie, 8 Episoden)
- 2014–2019: Still Open All Hours (Fernsehserie, 40 Episoden)
- 2021: You’re Not Alone (Kurzfilm)

### Synchronisationen
- 1996: Die Schneekönigin 2 – Rückkehr zum Eispalast (The Snow Queen’s Revenge, Zeichentrickfilm)
- 1999: Jack and the Beanstalk (Zeichentrickfilm)
- 2014: Q Pootle 5: Pootle All the Way! (Animationsfernsehfilm)